# ويليام هانسون
ويليام هانسون (21 أبريل 1982 بليستر في المملكة المتحدة - ) (بالإنجليزية: William Hanson)‏ هو لاعب كريكت بريطاني. لعب مع Devon County Cricket Club ‏ وDurham University Centre of Cricketing Excellence ‏.

## وصلات خارجية
- ويليام هانسون على موقع إي آس بي آن كريك إنفو (الإنجليزية)